# ジャーメイン・ジョーンズ
ジャーメイン・ジョーンズ（Jermaine Junior Jones、1981年11月3日 - ）は、西ドイツ・フランクフルト・アム・マイン出身の元サッカー選手。元アメリカ合衆国代表。現役時代のポジションはMF。父はアフリカ系アメリカ人の元アメリカ軍人、母はドイツ人のハーフ。
2008年からドイツ代表に選出され、2010年からはアメリカ合衆国代表でプレーした。

## 経歴

### クラブ
デビュー当初はフォワードとしてプレーしていた。2004年には強豪バイエル・レバークーゼンへ移籍するも、挫折を味わい、わずか1年でレバークーゼンを後にする。フランクフルト復帰後にフォワードからボランチへとコンバートしたことが転機となり、ドイツ代表にも選出された。
2007-08シーズンからはシャルケ04に移籍。2010-11シーズンは出場機会に恵まれず、2010年11月にはシャルケの監督フェリックス・マガトを批判したことからチームからも隔離された。結局、2011年1月18日に、ブラックバーン・ローヴァーズFCへシーズン終了までの期間で期限付き移籍した。
2014年1月30日、トルコ・スュペル・リグのベシクタシュJKに完全移籍。
2014年8月24日、ニューイングランド・レボリューションに加入した。
2016年3月4日、コロラド・ラピッズに移籍した。
2016年12月13日、ロサンゼルス・ギャラクシーに移籍した。
2018年9月7日、現役引退を表明した。
2019年3月13日、アメリカ・プロインドアサッカーリーグのメジャー・アリーナ・サッカーリーグに所属しているオンタリオ・フューリーと契約を結んだ。

### 代表
2008年2月6日、オーストリア代表戦の82分にトーマス・ヒッツルスペルガーとの交代でピッチに立ち、ドイツ代表デビューを果たした。なおこの試合で、同じシャルケ所属のハイコ・ヴェスターマンも代表デビューしている。同年5月16日、UEFA EURO 2008の代表候補26名に選ばれた (本大会メンバーからは落選)。
UEFA EURO 2008以降ドイツ代表での出場機会が失われたことから、改正されたFIFAの新たな規則を利用。ジョーンズは父親がアメリカ人であり、またA代表での出場経験があるものの全て親善試合であり、FIFA、UEFA主催の試合に出場した経験がなかったため、アメリカ代表でのプレーも可能であった。2009年6月にアメリカ代表への「移籍」を希望し、ドイツサッカー連盟に受け入れられた。同年10月にFIFAにも正式に受け入れられたが、負傷により招集は見送られ、2010 FIFAワールドカップに出場することもできなかった。
ワールドカップ後の2010年8月4日にブラジルとの親善試合に向け初招集を受けるも、またも負傷し出場を逃す。2010年10月9日のポーランド戦でようやくアメリカ代表デビューを果たすと、ジョジー・アルティドールの先制点をアシストした。2011 CONCACAFゴールドカップのメンバーにも選出された。
2011年6月19日のCONCACAFゴールドカップ、ジャマイカ戦で代表初得点を記録。
2014年6月22日の2014 FIFAワールドカップ、ポルトガル戦では同点ゴールとなるミドルシュートを決めた。

## 代表歴

### 出場大会
- ドイツ代表
- アメリカ代表
  - 2014 FIFAワールドカップ

### 試合数
- 国際Aマッチ 3試合 0得点（ドイツ、2008年）[6]
- 国際Aマッチ 69試合 4得点（アメリカ、2010年-2017年）[6]

| ドイツ代表 | 国際Aマッチ | 国際Aマッチ |
| 年         | 出場        | 得点        |
| ---------- | ----------- | ----------- |
| 2008       | 3           | 0           |
| 通算       | 3           | 0           |

| アメリカ代表 | 国際Aマッチ | 国際Aマッチ |
| 年           | 出場        | 得点        |
| ------------ | ----------- | ----------- |
| 2010         | 2           | 0           |
| 2011         | 12          | 1           |
| 2012         | 12          | 1           |
| 2013         | 12          | 0           |
| 2014         | 10          | 1           |
| 2015         | 8           | 0           |
| 2016         | 11          | 1           |
| 2017         | 2           | 0           |
| 通算         | 69          | 4           |